# Kerítés (építmény)

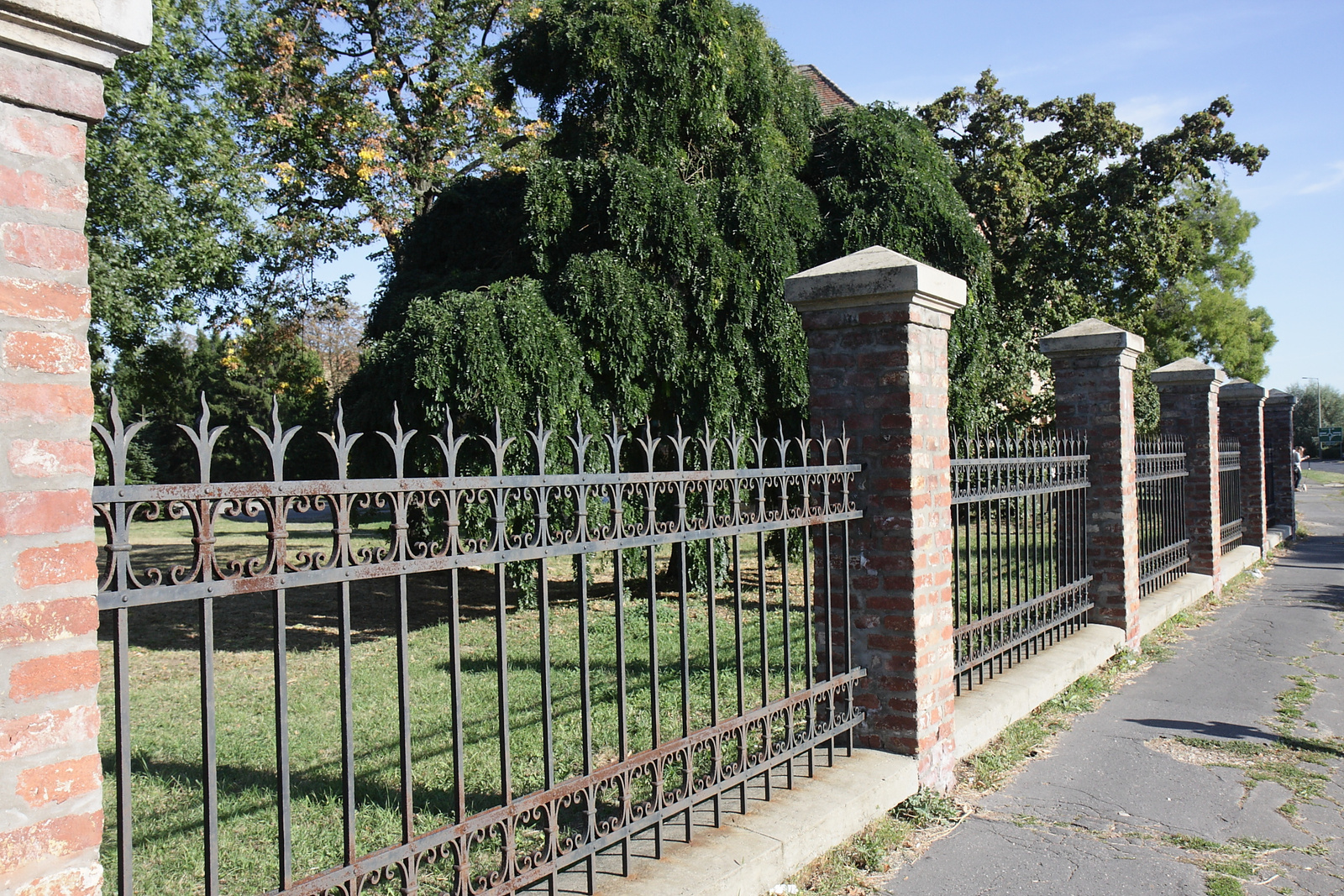
Öntöttvas kerítés Szombathelyen

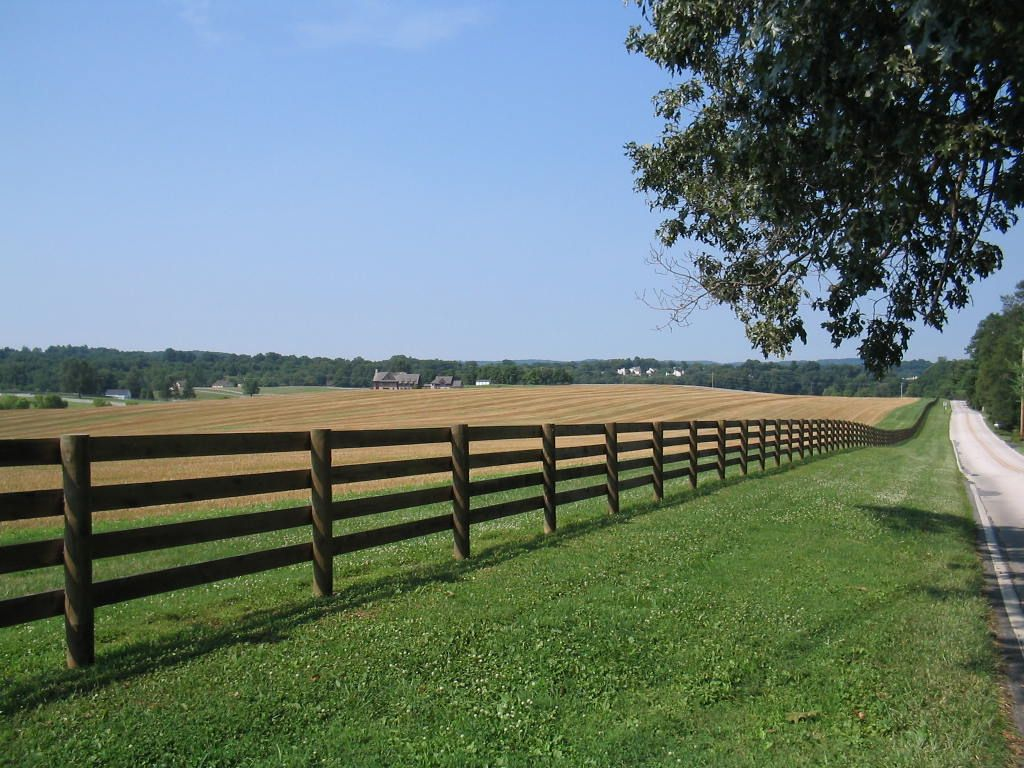
Fából készült kerítés

A kerítés a telek területét a közterülettől, illetve a szomszédos telkek területétől térbelileg elválasztó, lehatároló építmény. A kerítés szerepe az elkerítésen túl az adott telek védelme a behatolók ellen. A kerítés nemcsak telekhatáron állhat, hanem létezik belső kerítés is, amely a telek területén álló, a telek különböző rendeltetésű vagy használatú részeit térbelileg elválasztó, lehatároló építmény. Ilyen például egy mezőgazdasági telken az állatok elkerítésére épített kerítés.
Tipikusan kőfalból, deszkákból, lécből, vesszőből, nádból, földből vagy fémből készítik el, de más anyagból is állhat (például beton). A vesszőkből font kerítést sövénynek is mondják, az élő fákból vagy cserjékből alakított kerítés pedig élőkerítésnek vagy élősövénynek nevezik. Az olyan kerítést, melynek a kerítés síkjára merőleges átláthatósága 50%-nál nagyobb mértékben korlátozott, tömör kerítésnek nevezik.
A telek határvonalain kerítés építési engedély nélkül létesíthető. A kerítésnek teljes egészében a saját telken kell állnia. Ha a kerítést a telek hátsó határvonalán az arra kötelezettek közösen létesítik, ettől eltérően is megállapodhatnak. A kerítés kapuja a közterületre (kifelé) nem nyílhat. A telek homlokvonalán álló kerítésen a közterület használatát veszélyeztető megoldást (pl. szögesdrótot) csak a gyalogjáró szintje felett legalább 2 m magasságban és a kerítés belső oldalán szabad alkalmazni.